# Kruisherenkerk (Ljubljana)
De Maria Helpsterkerk (Sloveens Cerkev Marije Pomočnice), beter bekend als de Kruisherenkerk (Sloveens: Križevniška cerkev), is een kerkgebouw in de Sloveense hoofdstad Ljubljana. Het is gekend om zijn laat barokke exterieur met classicistische elementen. Het maakt deel uit van het cultureel centrum Križanke. 

## Geschiedenis

### Bouw
In 1228 vestigde de Duitse Orde zich in Ljubljana op uitnodiging van Bernard van Karinthië. Tussen 1256 en 1263 werd het Kruisherenklooster gebouwd. In 1277 kreeg het klooster in commendam  een laatgotische kerk kreeg, gewijd aan de Maagd Maria. De kerk stond op de plaats van de huidige kerk en wegens zijn link met de Duitse Orde werd zij ook wel de Duitse kerk (Sloveens: Nemška cerkev)  genoemd.
In 1700 werd Guido graaf van Starhemberg tot commandeur benoemd in Ljubljana. Hij bestelde een nieuwe kerk in barokstijl bij de architect Domenico Martinelli, die een model maakte voor de kerk. De bouw moest uitgesteld worden door de uitbraak van de Spaanse Successieoorlog, waar de graaf deel aan nam. Bij zijn terugkeer in Ljubljana was Martinelli echter al vertrokken naar Rome en nam de Venetiaanse architect Domenico Rossi zijn rol over.
De werken vatten aan in 1714 onder leiding van de bouwmeester Gregor Maček de Oudere. Volgens het oorspronkelijke plan van Martinelli zou de kerk in de vorm van een Grieks kruis, gebouwd worden, een symbool van de Duitse Orde, met een cirkelvormige kruising voor de koepel. Tijdens de bouw weken ze af van dit plan en verlengden ze het schip en het koor. De cirkelvormige kruising kreeg ook een hoekiger karakter, om de kruisvorm beter te behouden en de overheersing van de centrale ruimte in te dammen. De bouw duurde tot 1715.  De kerk werd ingewijd in maart 1716.

### Eigenaarschap
Op 2 februari 1949 onteigende de Joegoslavische staat de kerk van de Duitse Orde. Sinds 1955 beheert het bedrijf Festival Ljubljana het gebouw, die samen met de Stad Ljubljana eigenaar is. In 1992 diende de Duitse Orde een verzoek in om de kerk terug te krijgen. In 1995 besloot het Sloveens Ministerie van Cultuur dat de kerk de Duitse Orde toebehoord en eist ook de volledige overdracht van de rest van het Križanke-complex. Festival Ljubljana ging in beroep bij het Hooggerechtshof, die het bedrijf in 1998 gelijk gaf, maar wel een schadevergoeding aan de orde toewees.

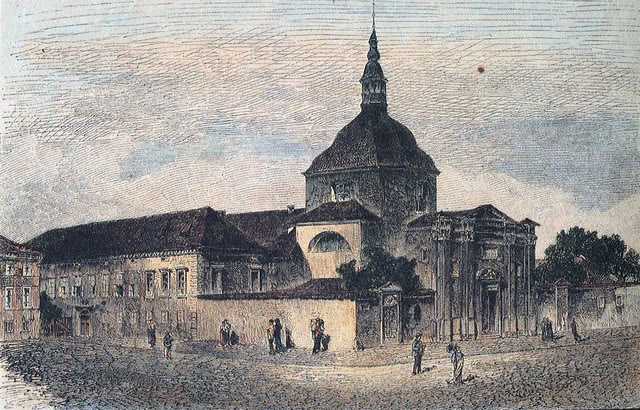
Kruisherenkerk en Križanke-complex in de 19e eeuw

In 2014 stelde het Ministerie voor om die schadevergoeding te betalen in de vorm van obligaties, waarmee de orde niet akkoord ging en weer een verzoek indiende voor de volledige overdracht van de kerk. Op 28 maart 2017 besloot het Sloveense ministerie van cultuur dat de kerk in het kader van denationalisering de Duitse Orde de rechtmatige eigenaar en beheerder is. Festival Ljubljana ging in beroep en in 2018 oordeelde het gerechtshof dat Festival Ljubljana genoeg alternatieven heeft voor evenementen te organiseren. In 2020 gaf het hooggerechtshof de Stad Ljubljana en Festival Ljubljana gelijk. Op 10 mei 2022 stelde het Ministerie van Cultuur wederom dat de kerk de orde toebehoord, maar de burgemeester van Ljubljana Zoran Janković stelde de legitimiteit van de beslissing in vraag, aangezien de regering door de verloren parlementsverkiezingen een dag eerder geen meerderheid meer had.

## Interieur
Van de oorspronkelijke kerk is enkel het reliëf op het timpaan, de "Maria op de troon van Salomon", beter bekend als de Madonna van Krakovo, bewaard gebleven. Het werk is van de hand van de Meester van de Maria van Solčava en is vervaardigd rond de periode 1265-1270. Het reliëf wordt bewaard in de Nationale galerij.

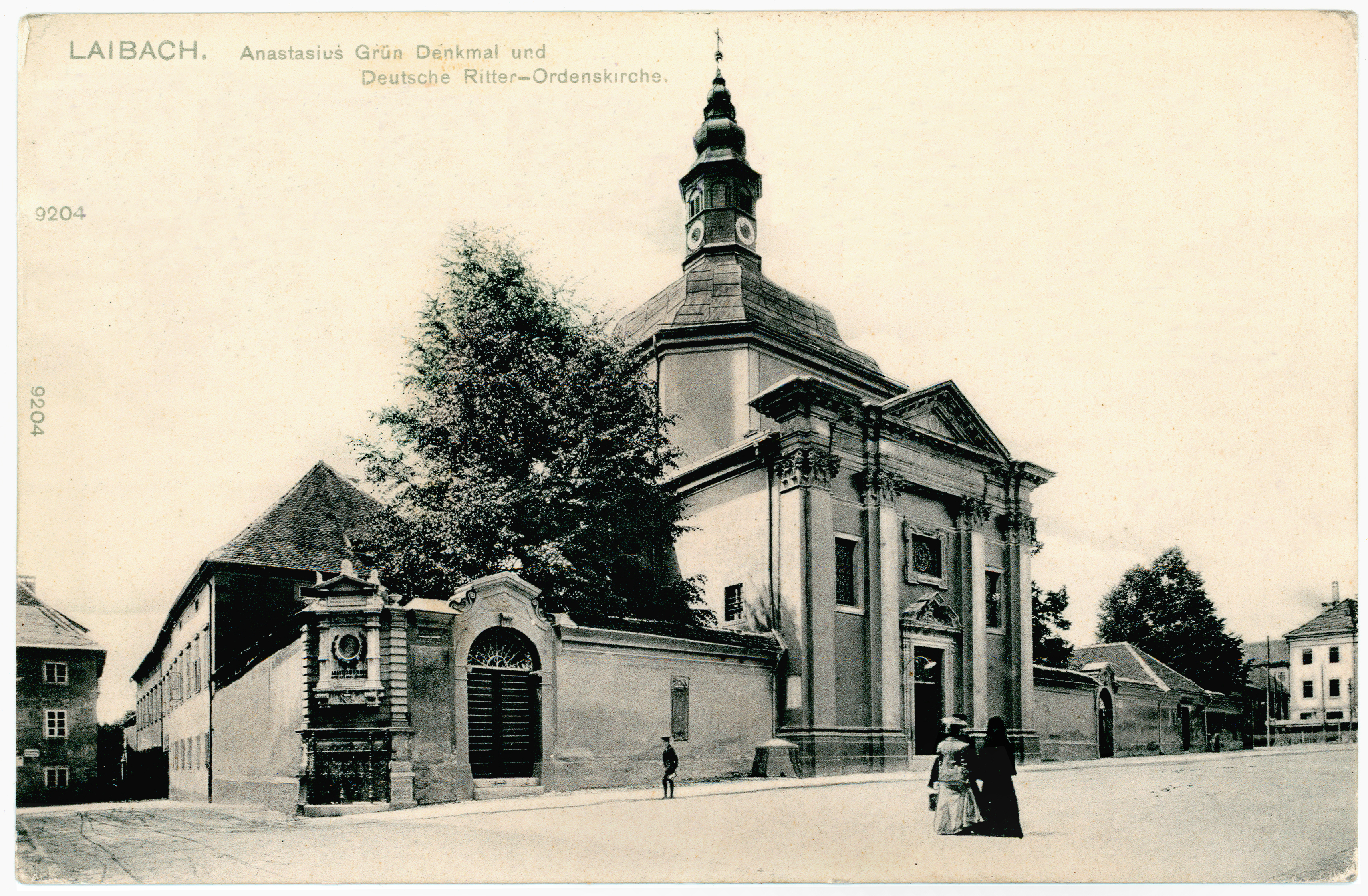
De kerk en het klooster in 1915.

De kerk heeft 3 altaren. Het hoofdaltaar is gewijd aan de Maagd Maria en de zijaltaren aan de heiligen Elisabeth van Hongarije en Joris van Cappadocië. De drie altaren gemaakt door Marco Prodi en het schilderij van Johann Michael Rottmayr boven het hoofdaltaar zijn betaald door de Oostenrijkse keizerin Eleonora Magdalena. Bij een brand in 1857 ging het schilderij verloren. Het werd twee jaar later vervangen door een nieuw werk van Hans Canon. Keizerin Elisabeth Christine sponsorde het schilderij "De Heilige Elisabeth deelt almoezen uit" van de Vlaamse schilder Antoon Schoonjans. Het schilderij "De Heilige Joris in strijd met de draak" door Martino Almonte is waarschijnlijk betaald door keizerin Amalia Wilhelmina. Keizern Elisabeth Christine betaalde ook voor het overige meubilair. In 1840 kreeg de kerk een orgel.